# Америка (телесериал, 2005, Бразилия)
«Аме́рика» (порт.  America) — бразильский телесериал производства телекомпании Глобу по сценарию  Глории Перес.

## Сюжет
Сериал рассказывает о жизни бразильских эмигрантов в Америке.
Сол и Тиао влюблены друг в друга — она рождена в бедной семье из пригорода Рио, он из семьи, разводившей скот на западе Сан-Пауло. В конце концов они встречаются при невероятных обстоятельствах, но расстаются снова, потому что Сол уезжает в Америку, где хочет начать новую жизнь, а Тиао остается на родной земле.

## Сюжетные линии
Кроме основной «американской» линии существуют второстепенные линии, связанные с четырьмя местами: вилла Изабел в пригороде Рио-де-Жанейро; Бойадерос, вымышленный город на западе Сан-Пауло; дом богатой семьи в Рио; Майами.
Сюжет складывается вокруг
- Любовного треугольника с участием Фейтозы, человека, который работал с домашними животными, его подруги Ислени (у которой, осталась слепая дочь от предыдущих отношений) и Креузы (похотливой женщины, которая притворялась застенчивой и девственной);
- Проблем и достижений слепого Жатоба, пытающегося жить со своей инвалидностью в стране, где нет инфраструктуры для инвалидов по зрению. У него отношения с видящей женщиной;
- Веселых контрабандистов и «койотов» Алекса и Джаниры;
- Личной жизни Глауко, 50-летнего бизнесмена, женатого на клептоманке, которая стремится к разводу, чтобы выйти замуж за своего любовника (но позже он бросает её ради 19-летней девушки);
- Сложных отношений между американским профессором среднего класса Эдвардом Талботом и его богатой подругой Мэй. В конце Эдвард женится на главной героине;
- Жизни нескольких нелегальных иммигрантов, проживающих в Майами и скрывающих мексиканку с бразильскими корнями, названную Консуэло;
- Социальные споры вокруг родео.

## В ролях

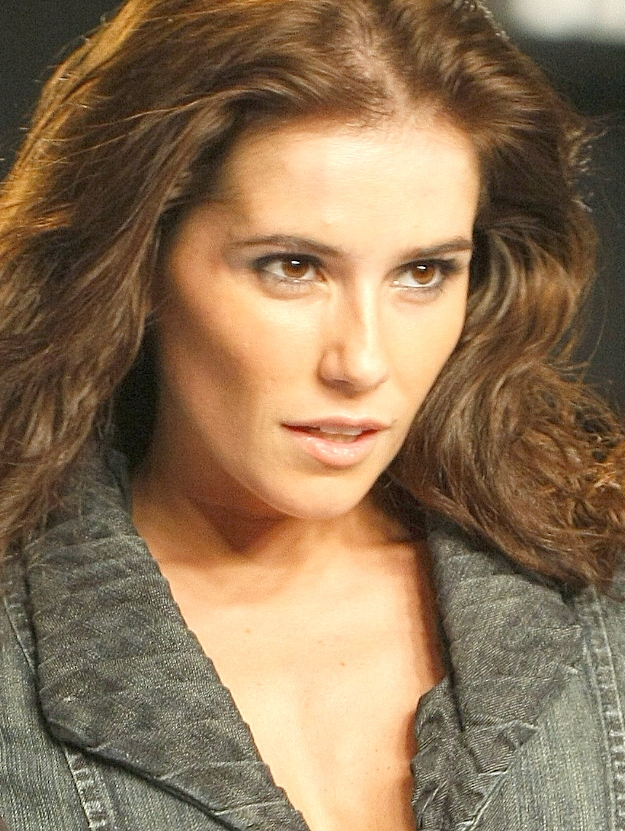
Дебора Секу в роли Сол

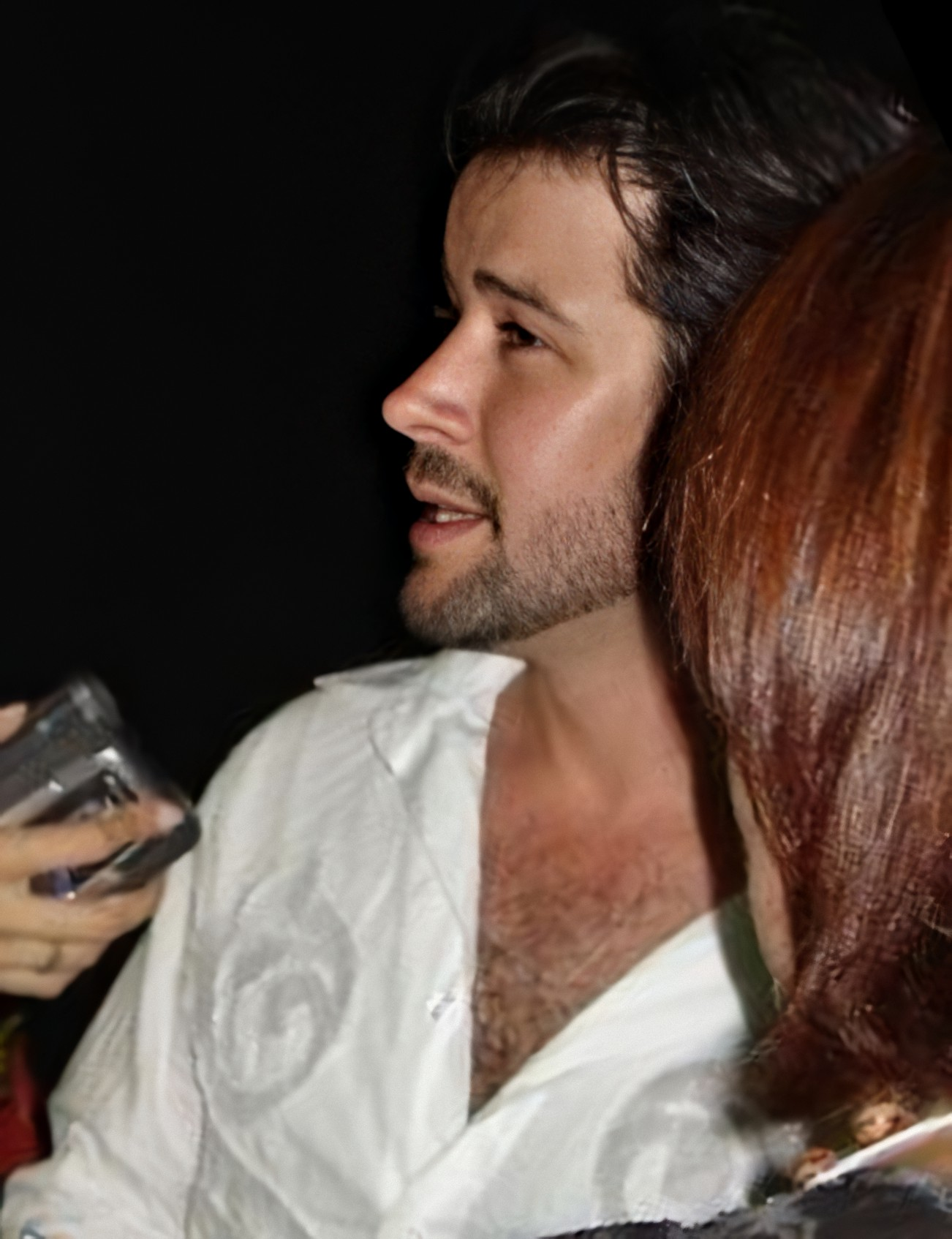
Мурилу Бенисиу в роли Тиао

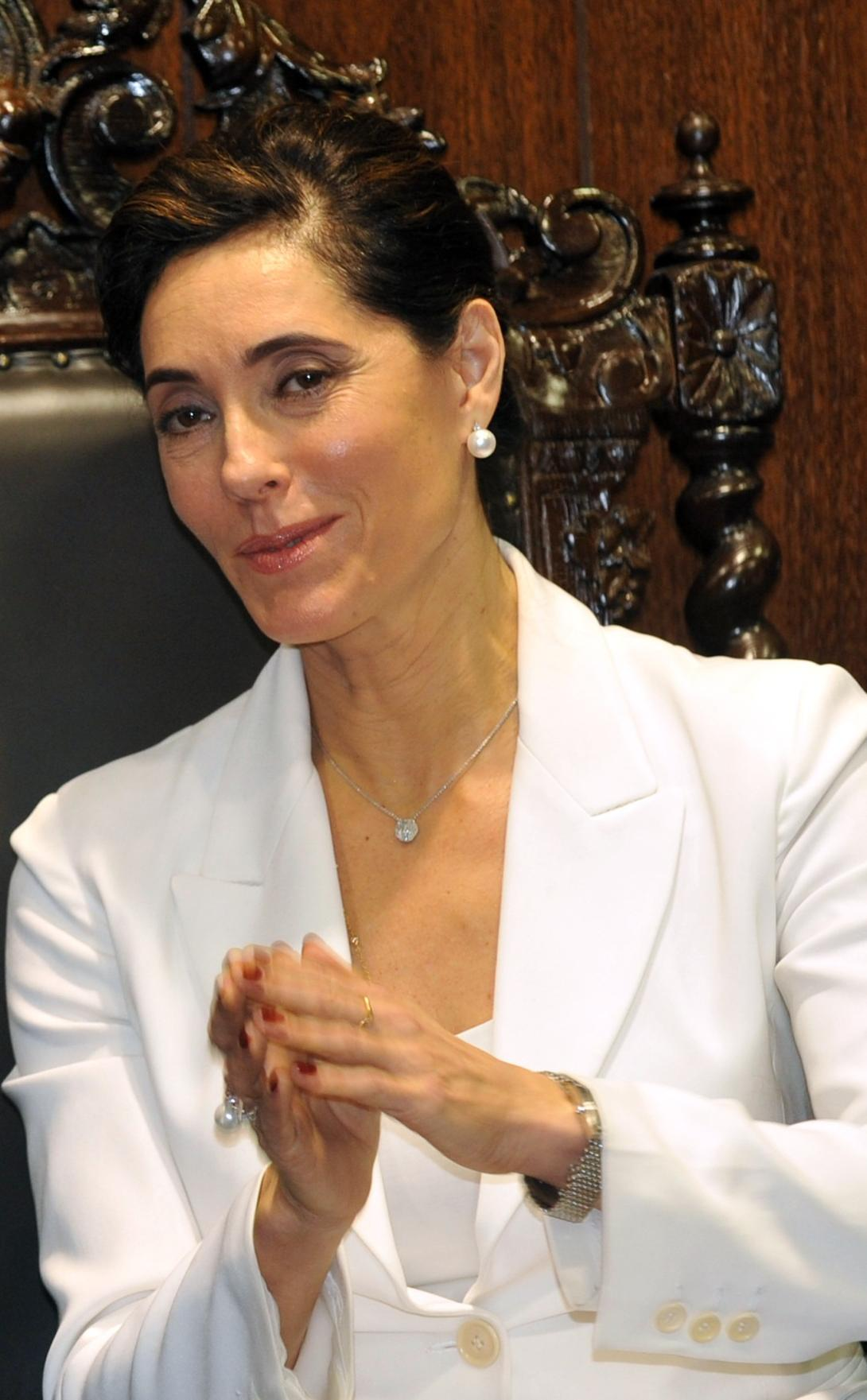
Кристиане Торлони в роли Айде.

| Актёр              | Роль                                        |
| ------------------ | ------------------------------------------- |
| Дебора Секу        | Марисол ди Оливейра (Сол)                   |
| Мурилу Бенисиу     | Себастьяо да Силва Ижино (Тьан)             |
| Кристиане Торлони  | Айде Памплона Лопес Прадо                   |
| Мариана Шименес    | Раиса Памплона Лопес Прадо                  |
| Эдсон Селулари     | Глауко Симоэс Лопес Прадо                   |
| Клео Пирес         | Мария Лурдес до Насименто Симоэс (Лурдинья) |
| Тьяго Ласерда      | Алешандре Камарго / Роберто (Алекс)         |
| Лусия Вериссиму    | Жил Мадурейра                               |
| Камила Моргаду     | Мисс Мэй                                    |
| Умберто Мартинс    | Лаэрти Вилла Нова                           |
| Марселлу Новаис    | Женивалдо да Силва Ижино (Жениньу)          |
| Габриела Дуарте    | Симони Гарсия Менезис Ижино                 |
| Даниела Эскобар    | Ирене Вилла Нова                            |
| Паоло Гуларт       | Мариано ди Оливейра                         |
| Элиане Джардини    | Неута да Коста Фонтес                       |
| Бруна Маркезини    | Мария Флор                                  |
| Маркус Фрота       | Педро Жатоба                                |
| Нивея Мария        | Мария Жозе Ижино (Мазе)                     |
| Регина Дурадо      | Граса                                       |
| Жулиана Паэс       | Креуза                                      |
| Родриго Фаро       | Нето                                        |
| Самара Фелиппо     | Мария Одети (Детинья)                       |
| Раул Газолла       | Элиньо                                      |
| Франсиску Куоку    | Жозе да Силва Ижино (Зе)                    |
| Бети Фария         | Джанира Пимента                             |
| Каку Сиоклер       | Эдвард Талбот (Эд)                          |
| Ева Тодор          | Мисс Джейн                                  |
| Луис Мелу          | Рамиро                                      |
| Мурило Роза        | Дино                                        |
| Клаудия Хименез    | Консуэло Хименес                            |
| Бруну Гальяссу     | Роберто Синвал Вилла Нова-младший           |
| Жандира Мартини    | Одалейа ди Оливейра                         |
| Сисса Гимараеш     | Нина                                        |
| Тотия Мейрелеш     | Вера Тупа до Насименто                      |
| Лукас Бабин        | Ник                                         |
| Симоне Споладоре   | Элоиза                                      |
| Луиза Вальдетаро   | Мануэла (Ману)                              |
| Эром Кордейру      | Зека                                        |
| Паула Бурламаки    | Ислене                                      |
| Неуза Боржес       | Дива                                        |
| Флориано Пейшоту   | Тони Маринари                               |
| Марисоль Рибейро   | Керри Вилла Нова                            |
| Кристиана Калачи   | Мария Исабель                               |
| Роберто Бонфим     | Жота Абдалла                                |
| Бети Мендеш        | Фатима                                      |
| Режинальдо Фария   | Адалберто                                   |
| Виктор Фазано      | Джеймс                                      |
| Жозе Дюмон         | Карлос Мануэл де Андраде (Бойа)             |
| Каролина Масиейра  | Пейя                                        |
| Эри Джонсон        | Валдомиро                                   |
| Рози Кампус        | Мерседес Хименес                            |
| Вальтер Бреда      | Гомес                                       |
| Паула Перейра      | Дейа                                        |
| Родриго Хильберт   | Мурилиньо                                   |
| Камила Родригис    | Мариана ди Оливейра (Мари)                  |
| Гильерме Каран     | Жералдито                                   |
| Соланж Коуту       | Далва                                       |
| Фернанда Паэс Леме | Розарио Хименес                             |
| Жулиана Кнуст      | Инесита Хименес                             |
| Андерсон Мюллер    | Ариовалдо                                   |
| Флавио Мильяччо    | Вельмиро                                    |
| Сильвия Буарке     | Мария Элис                                  |
| Синтия Фалабелла   | Сидинья                                     |